# Chthonius rhodochelatus
Chthonius rhodochelatus är en spindeldjursart som beskrevs av Hadzi 1933. Chthonius rhodochelatus ingår i släktet Chthonius och familjen käkklokrypare. Inga underarter finns listade i Catalogue of Life.